# Reizei no Tamesuke

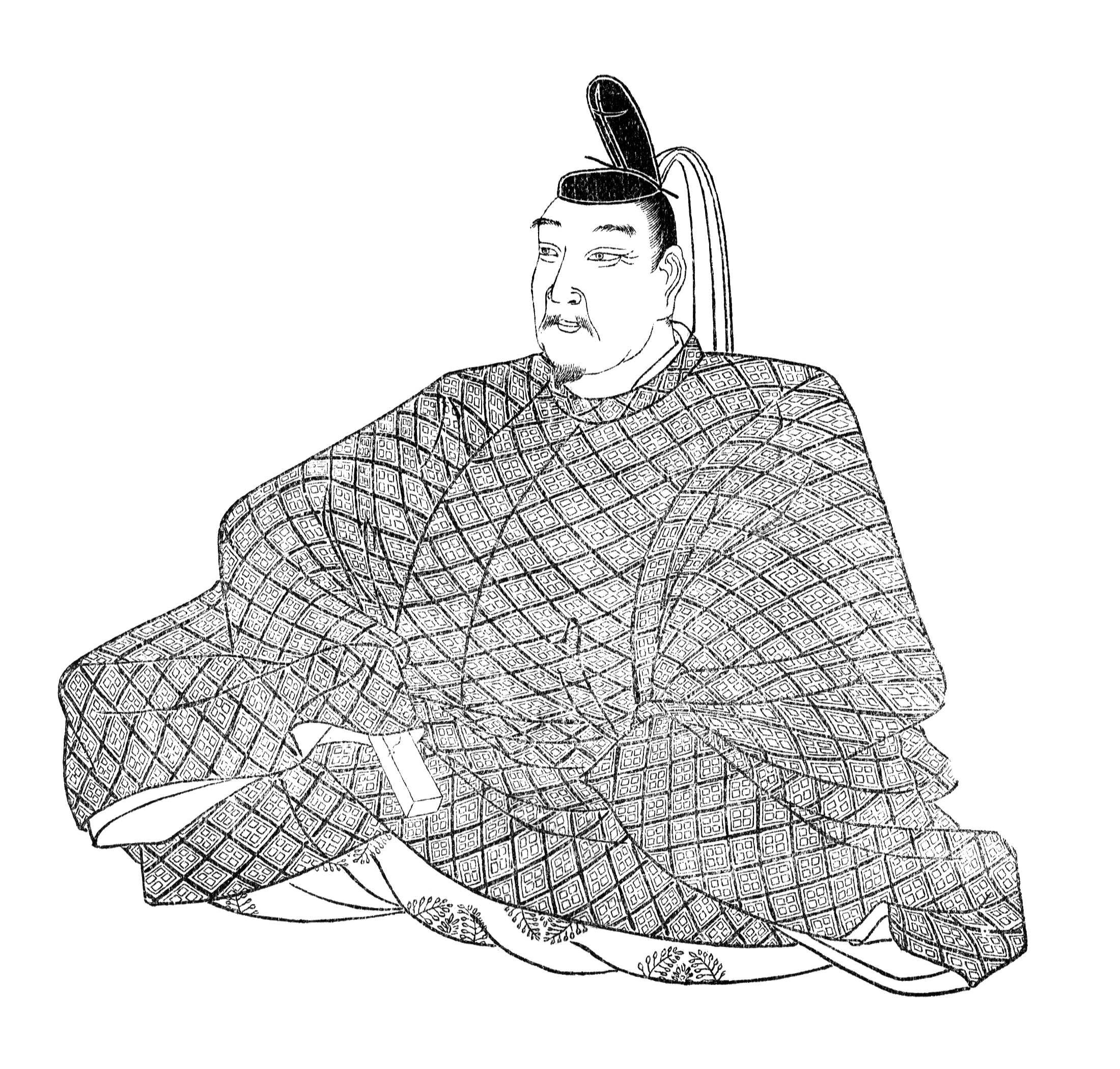
Reizei no Tamesuke

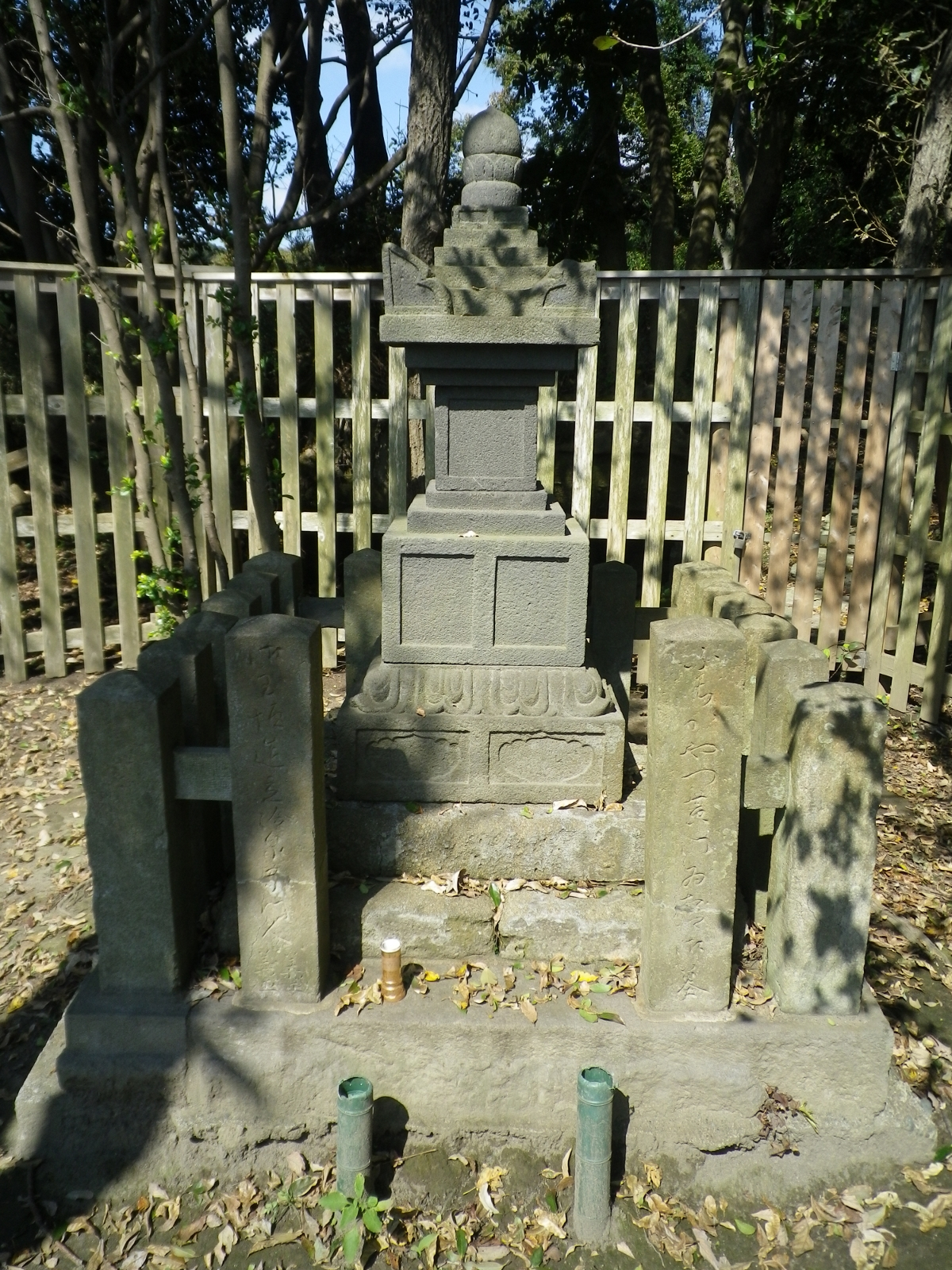
Sein Grab

Reizei no Tamesuke (japanisch 冷泉 為相; geboren 1263; gestorben 22. August 1328) war ein japanischer Waka-Poet in der späten Kamakura-Zeit.

## Leben und Wirken
Reizei no Tamesuke wurde als spätes Kind von Fujiwara no Tameie (1198–1275) geboren und wurde zum Gründer der Familie Reizei, die bis heute existiert. In „Izayoi nikki“ (十六夜日記) und in anderen Quellen ist es verzeichnet, dass er sich mit seinem Halbbruder Tame’uji (為氏) um das Erbe von Hosokawa Sho (細川庄) in der Provinz Harima stritt. In Bezug auf die Poesie verfolgte er eine andere Linie als die Nijō-Familie (二条家) von Tame’uji und Tameyo (為世), schloss sich vielmehr mit dem im Ruhestand lebenden Kaiser Fushimi der „Gyogoku-Linie“ (京極派) um Tamekane (為兼) an.
Um die Zeit, als Tamekane von 1298 bis 1303 auf die Insel Sado in die Verbannung geschickt wurde, nahm Tamesuke an einem Liederwettbewerb seiner Stilrichtung teil. Als Liederdichter nahm er eine einzigartige Stellung ein. Im Jahr 1310, als Tameyo und Tamekane um die Herausgabe von „Gyokuyoshū“ (玉葉集) stritten, wollte auch er sich an der Herausgabe beteiligen.
Das gelang ihm jedoch nicht, und so wurde er schließlich als Anführer des Kamakura-Poesiekreises (鎌倉歌壇, Kamakura Kadan) angesehen, der in der Kantō-Region ansässig war und von seiner Mutter gegründet worden war. „Shūifūtai-shū“ (拾遺風体(集)) und „Ryūfūsho“ (柳風抄), Gedichtsammlungen aus dem Kamakura-Poesiekreis, scheinen von ihm zusammengestellt worden zu sein. „Fuboku Wakasho“ (夫木和歌抄) wurde von seinem Schüler Fujiwara no Nagakiyo (藤原 長清; Lebensdaten unbekannt) zusammengestellt.
Jishū (時宗), der zweite Führer der Glaubensrichtung „Taashinkyō“ (他阿真教), war ebenfalls ein Schüler Tamesukes, tauschte mit Muso Soseki Gedichte aus. Die Familiensammlung „Tōkoku Wakashū“ (藤谷和歌集) wurde von einem späteren Autor zusammengestellt. Der Stil der Poesie ist gemäßigt und die Poesietheorie liberal. Es scheint, dass Tamesuke sich auch mit Renga befasst hat. Sein Grab befindet sich im Tempel Jōkōmyō-ji (浄光明寺) im Ortsteil Fujigayatsu (藤谷) von Kamakura.
Eins seiner Waka lautet „Ein kurzer Traum auf dem Kissen deiner Hand in der nebligen Nacht der Blumen und des Mondes, die sich für lange Zeit trennen.“